# 青森労働局
青森労働局（あおもりろうどうきょく）は、青森県青森市にある日本の都道府県労働局で、青森県を管轄している。

## 所在地
- 本局
  - 青森県青森市新町二丁目4番25号 青森合同庁舎2・5・6・7・8階

## 組織
局長
- 総務部
  - 総務課、企画室、労働保険徴収室
- 労働基準部
  - 監督課、健康安全課、賃金室、労災補償課
- 職業安定部
  - 職業安定課、職業対策課、需給調整事業室、求職者支援室
- 雇用均等室

## 出先機関
- 労働基準監督署（6署）
  - 青森労働基準監督署（青森市）
  - 弘前労働基準監督署（弘前市）
  - 八戸労働基準監督署（八戸市）
  - 五所川原労働基準監督署（五所川原市）
  - 十和田労働基準監督署（十和田市）
  - むつ労働基準監督署（むつ市）

- 公共職業安定所（ハローワーク、8所1出張所）
  - 青森公共職業安定所（青森市）
  - 八戸公共職業安定所（八戸市）
  - 弘前公共職業安定所（弘前市）
  - むつ公共職業安定所（むつ市）
  - 野辺地公共職業安定所（上北郡野辺地町）
  - 五所川原公共職業安定所（五所川原市）
  - 三沢公共職業安定所（三沢市）
    - 十和田出張所（十和田市）

  - 黒石公共職業安定所（黒石市）

## 管轄
- 青森県全域